# MLW World Tag Team Championship
Le MLW World Tag Team Championship (que l'on peut traduire par championnat du monde par équipes de la MLW) est un championnat de catch par équipes utilisé par la Major League Wrestling (MLW). Ce championnat est présenté le 20 décembre 2002 au cours de MLW King of Kings où un tournoi pour désigner les premiers champions commence. Il voit la victoire en finale de The Extreme Horsemen (C. W. Anderson et Simon Diamond (en)) face à Steve Williams et P.J. Friedman. Les actuels champions sont Okumura et Satoshi Kojima.

## Histoire
Le 20 décembre 2002, la Major League Wrestling (MLW) organise MLW King of Kings où commence un tournoi pour désigner les premiers champions du monde par équipes de la MLW. Les participants sont :
- The Extreme Horsemen (C. W. Anderson et Simon Diamond (en))[1]
- The S.A.T. (en) (Joel et Jose Maximo)[1]
- Steve Williams et P.J. Friedman[1]
- Jimmy Yang et Mike Sanders[1]

La finale a lieu le 9 mai 2003 où The Extreme Horsemen battent Steve Williams et P.J. Friedman.
|  | Demi-finales                         | Demi-finales                         | Demi-finales                    | Demi-finales                    |                                 |                                 | Finale | Finale | Finale | Finale |
|  |                                      |                                      |                                 |                                 |                                 |                                 |        |        |        |        |
|  |                                      |                                      |                                 |                                 |                                 |                                 |        |        |        |        |
|  | Jimmy Yang et Mike Sanders           | Jimmy Yang et Mike Sanders           | 9:55                            | 9:55                            |                                 |                                 |        |        |        |        |
|  | Jimmy Yang et Mike Sanders           | Jimmy Yang et Mike Sanders           | 9:55                            | 9:55                            |                                 |                                 |        |        |        |        |
|  | Steve Williams et P.J. Friedman      | Steve Williams et P.J. Friedman      | Tombé                           | Tombé                           |                                 |                                 |        |        |        |        |
|  | Steve Williams et P.J. Friedman      | Steve Williams et P.J. Friedman      | Tombé                           | Tombé                           | Steve Williams et P.J. Friedman | Steve Williams et P.J. Friedman | 4:14   | 4:14   |        |        |
|  |                                      |                                      |                                 |                                 | Steve Williams et P.J. Friedman | Steve Williams et P.J. Friedman | 4:14   | 4:14   |        |        |
|  |                                      |                                      | C. W. Anderson et Simon Diamond | C. W. Anderson et Simon Diamond | Tombé                           | Tombé                           |        |        |        |        |
|  | C. W. Anderson et Simon Diamond (en) | C. W. Anderson et Simon Diamond (en) | C. W. Anderson et Simon Diamond | C. W. Anderson et Simon Diamond | Tombé                           | Tombé                           | Tombé  | Tombé  |        |        |
|  | C. W. Anderson et Simon Diamond (en) | C. W. Anderson et Simon Diamond (en) |                                 |                                 |                                 |                                 |        | Tombé  |        |        |
|  | The S.A.T. (en)                      | The S.A.T. (en)                      | 12:59                           | 12:59                           |                                 |                                 |        |        |        |        |
|  | The S.A.T. (en)                      | The S.A.T. (en)                      | 12:59                           | 12:59                           |                                 |                                 |        |        |        |        |

C. W. Anderson et Simon Diamond (en) gardent ce titre jusqu'à la fermeture de la MLW en 2004.
En 2017, Court Bauer qui est le fondateur de la MLW relance sa fédération. Le championnat du monde par équipe est réactivé le 7 juin 2018 où The Lucha Brothers (Penta el 0M et Rey Fénix) battent TBD (Jason Cade et Jimmy Yuta) et The Dirty Blondes (Leo Brien et Michael Patrick) lors de l'enregistrement de MLW Fusion diffusé le 15 juin.
| #  | Équipe                                                                       | Règne | Date             | Durée                    | Lieu                         | Événement                         | Notes | Réf    |
| -- | ---------------------------------------------------------------------------- | ----- | ---------------- | ------------------------ | ---------------------------- | --------------------------------- | --- | ------ |
| 1  | The Extreme Horsemen (C. W. Anderson et Simon Diamond (en))                  | 1     | 9 mai 2003       | NC                       | Orlando (Floride)            | Revolutions                       | Ils battent Steve Williams et P.J. Friedman dans un four-team single-elimination final match d'un tournoi.                                               | [ 2 ]  |
| #  | Vacant                                                                       | _     | 2004             | _                        | _                            | _                                 | La MLW ferme ses portes. | [ 3 ]  |
| 2  | The Lucha Brothers (Penta el 0M et Rey Fénix)                                | 1     | 7 juin 2018      | 7 mois et 26 jours       | Orlando (Floride)            | MLW Fusion                        | Battent Team TBD (Jason Cade et Jimmy Yuta) et The Dirty Blondes (Leo Brien et Michael Patrick) dans un dans un match à trois à élimination.             | [ 5 ]  |
| 3  | The Hart Foundation (Teddy Hart, Davey Boy Smith, Jr. et Brian Pillman, Jr.) | 1     | 2 février 2019   | 5 mois et 4 jours        | Philadelphie (Pennsylvanie)  | MLW Fusion #43 - MLW Live         | Hart et Smith Jr remportent le match, les trois membres de l'équipe utilise la Freebird rule qui permet à deux des trois catcheurs de défendre ce titre. | [ 6 ]  |
| 4  | Dynasty (MJF et Richard Holliday)                                            | 1     | 6 juillet 2019   | 3 mois et 27 jours       | Cicero (Illinois)            | MLW Kings of Colosseum            | | [ 7 ]  |
| 5  | Ross Von Erich et Marshall Von Erich                                         | 1     | 2 novembre 2019  | 1 an, 2 mois et 11 jours | Cicero (Illinois)            | MLW Saturday Night SuperFight     | | [ 8 ]  |
| 6  | L.A. Park et El Hijo de L.A. Park (en)                                       | 1     | 13 janvier 2021  | 9 mois et 24 jours       | Orlando (Floride)            | MLW Fusion                        | | [ 9 ]  |
| 7  | 5150 (Slice Boogie et Danny Rivera)                                          | 1     | 6 novembre 2021  | 3 mois et 20 jours       | Philadelphie (Pennsylvanie)  | War Chamber                       | | [ 10 ] |
| 8  | Hustle And Power (Calvin Tankman et EJ Nduka)                                | 1     | 26 février 2022  | 10 mois et 13 jours      | Charlotte (Caroline du Nord) | MLW Fusion                        | Dans un match diffusé le 31 mars. | ,      |
| 9  | Samoan Swat Team (Juicy Finau et Lance Anoa'i)                               | 1     | 7 janvier 2023   | 6 mois et 1 jour         | Philadelphie (Pennsylvanie)  | MLW Blood & Thunder               | Le match est diffusé le 14 mars durant MLW Underground.                                                                                                  | ,      |
| 10 | The Calling (AKIRA et Rickey Shane Page)                                     | 1     | 8 juillet 2023   | 4 mois et 10 jours       | Philadelphie (Pennsylvanie)  | MLW Never Say Never               | | [ 15 ] |
| 11 | The Second Gear Crew (1 Called Manders et Matthew Justice)                   | 1     | 18 novembre 2023 | 3 mois et 11 jours       | Philadelphie (Pennsylvanie)  | MLW Fightland 2023                | |        |
| 12 | World Titan Federation (Davey Boy Smith Jr. et Tom Lawlor)                   | 1     | 29 février 2024  | 1 mois et 24 jours       | New York City (New York)     | MLW Intimidation Games 2024       | |        |
| #  | Vacant                                                                       | _     | 22 Avril 2024    | _                        | _                            | _                                 | Les membres de World Titan Federation sont contraits de lâcher les titres après des blessures subies sous les coups de Contra Unit à War Chamber II      |        |
| 13 | CozyMAX (Okumura et Satoshi Kojima)                                          | 1     | 11 mai 2024      | 3 mois et 18 jours       | Cicero (Illinois)            | MLW Azteca Lucha 2024             | |        |
| 14 | Contra Unit (Ikuro Kwon & Minoru Suzuki)                                     | 1     | 29 aout 2024     | 3 mois et 6 jours        | New York City (New York)     | MLW Summer Of The Beasts 2024     | |        |
| 15 | CozyMAX (Okumura et Satoshi Kojima)                                          | 2     | 5 décembre 2024  | 4 mois et 27 jours       | New York City (New York)     | MLW Eric Bischoff's One-Shot 2024 | |        |
| 16 | Los Depredadores (Magnus & Rugido)                                           | 1     | 2 mai 2025       | 1 jour                   | Mexico City (Mexique)        | CMLL Vs MLW                       | |        |

## Règnes combinés
| Signe | Notes                       |
| ----- | --------------------------- |
|       | Travaille toujours à la MLW |

| Rang | Champion                                                                     | Nombres de Règnes | Jours combinés |
| ---- | ---------------------------------------------------------------------------- | ----------------- | -------------- |
| 1.   | The Von Erich (Marshall et Ross Von Erich)                                   | 1                 | 438 jours      |
| 2.   | Hustle & Power (Calvin Tankman et EJ Nduka)                                  | 1                 | 315 jours      |
| 3.   | Los Parks (El Hijo de LA Park et LA Park)                                    | 1                 | 297 jours      |
| 4.   | The Extreme Horsemen (C. W. Anderson et Simon Diamond)                       | 1                 | 277 jours      |
| 5.   | CozyMAX (Okumura et Satoshi Kojima)                                          | 2                 | 258 jours      |
| 6.   | Lucha Brothers (Pentagón Jr. et Rey Fénix)                                   | 1                 | 240 jours      |
| 7.   | Samoan Swat Team (Juicy Finau et Lance Anoa'i)                               | 1                 | 182 jours      |
| 8.   | The Hart Foundation (Brian Pillman, Jr., Davey Boy Smith, Jr. et Teddy Hart) | 1                 | 154 jours      |
| 9.   | The Calling (AKIRA et Rickey Shane Page)                                     | 1                 | 133 jours      |
| 10.  | The Dynasty (Maxwell Jacob Friedman et Richard Holliday)                     | 1                 | 119 jours      |
| 11.  | 5150 (Danny Rivera et Slice Boogie)                                          | 1                 | 112 jours      |
| 12.  | The Second Gear Crew (1 Called Manders et Matthew Justice)                   | 1                 | 103 jours      |
| 13.  | Contra Unit (Ikuro Kwon & Minoru Suzuki)                                     | 1                 | 98 jours       |
| 14.  | World Titan Federation (Davey Boy Smith Jr. et Tom Lawlor)                   | 1                 | 53 jours       |
| 15.  | Los Depredadores (Magnus & Rugido)                                           | 1                 | 1 jour+        |

### Par catcheur
| Signe | Notes                       |
| ----- | --------------------------- |
|       | Travaille toujours à la MLW |

| Rang | catcheur               | No. de règnes | Jours combinés |
| ---- | ---------------------- | ------------- | -------------- |
| 1    | Marshall Von Erich     | 1             | 438            |
| 1    | Ross Von Erich         | 1             | 438            |
| 3    | Calvin Tankman         | 1             | 315            |
| 3    | EJ Nduka               | 1             | 315            |
| 5    | El Hijo de LA Park     | 1             | 297            |
| 5    | LA Park                | 1             | 297            |
| 7    | Pentagón Jr.           | 1             | 240            |
| 7    | Rey Fénix              | 1             | 240            |
| 9    | C.W. Anderson          | 1             | 227            |
| 9    | Simon Diamond          | 1             | 227            |
| 11   | Juicy Finau            | 1             | 182            |
| 11   | Lance Anoa'i           | 1             | 182            |
| 13   | Brian Pillman, Jr.     | 1             | 154            |
| 13   | Davey Boy Smith, Jr.   | 1             | 154            |
| 13   | Teddy Hart             | 1             | 154            |
| 16   | Maxwell Jacob Friedman | 1             | 119            |
| 16   | Richard Holliday       | 1             | 119            |
| 18   | Danny Rivera           | 1             | 112            |
| 18   | Slice Boogie           | 1             | 112            |
| 20   | AKIRA                  | 1             | 665 jours+     |
| 20   | Rickey Shane Page      | 1             | 665 jours+     |